# Emāft
Emāft (persiska: امافت) är en ort i Iran.   Den ligger i provinsen Mazandaran, i den norra delen av landet, 160 km öster om huvudstaden Teheran. Emāft ligger 1 498 meter över havet och antalet invånare är 108.
Terrängen runt Emāft är bergig åt sydväst, men åt nordost är den kuperad. Runt Emāft är det ganska glesbefolkat, med 34 invånare per kvadratkilometer. Närmaste större samhälle är Pol-e Sefīd, 18,5 km norr om Emāft. Trakten runt Emāft består i huvudsak av gräsmarker.